# أنسلي كارغيل
أنسلي كارغيل (بالإنجليزية: Ansley Cargill) مواليد 5 يناير 1982 في أتلانتا، هي لاعبة كرة مضرب أمريكية سابقة بدأت مسيرتها كمحترفة سنة 2001 وكانت تلعب باليد اليمنى، اعتزلت اللعب في 2006. أعلى تصنيف لها في الفردي كان المركز الـ 90 في سنة 2003.

## النهائيات

### الزوجي: 1 (0–1)
| الحصيلة | الرقم | التاريخ         | الدورة                     | الأرضية | الشريك        | المنافس                           | النتيجة       |
| ------- | ----- | --------------- | -------------------------- | ------- | ------------- | --------------------------------- | ------------- |
| الوصافة | 1.    | سبتمبر 29, 2003 | بطولة طوكيو للتنس، اليابان | صلبة    | أشلي هاركلرود | ماريا شارابوفا تامارين تاناسوجارن | 6–7(1–7), 0–6 |

## الميداليات
| الميدالية | المسابقة                    |
| --------- | --------------------------- |
| برونزية   | دورة الألعاب الأمريكية 2003 |

## روابط خارجية
- أنسلي كارغيل على موقع رابطة محترفات التنس (الإنجليزية)
- أنسلي كارغيل على موقع الاتحاد الدولي لكرة المضرب (الإنجليزية)
- أنسلي كارغيل على موقع خلاصة التنس.كوم (الإنجليزية)